# Рокки Бальбоа (фильм)
«Ро́кки Бальбо́а» (англ. Rocky Balboa) — спортивный драматический фильм 2006 года с Сильвестром Сталлоне в главной роли, срежиссированный им по собственному сценарию. Является шестым в серии «Рокки» и продолжением фильма «Рокки 5» (1990).

## Сюжет
Рокки Бальбоа, постаревший и давно ушедший из бокса, живёт тихой жизнью вдовца. Его жена Адриана Бальбоа (Пеннино) умерла от рака несколько лет назад. Он владеет небольшим, но весьма успешным итальянским рестораном, названным в её честь, где он угощает своих посетителей и рассказывает разные истории о своём спортивном прошлом. Он постоянно тоскует по умершей жене. Полли, его шурин и лучший друг, по-прежнему поддерживает его, когда появляется возможность. Сын Рокки Роберт работает клерком в приличной компании и редко с ним общается, неохотно присоединяясь к его походам по местам памяти об Адриане.
Рокки встречается с повзрослевшей «Крошкой» Мэри (девочкой, которую он проводил до дома в первом фильме), работающей теперь барменом в «Счастливой семёрке» (в этом баре Рокки любил бывать в молодости). В течение двух недель Рокки быстро сближается с Мэри и её сыном Степсом, которого она воспитывает одна. Несмотря на столь быстро развивающиеся отношения, Рокки держит дистанцию, так как всё ещё любит Адриану. Тем временем боксёрский мир вовсю обсуждает нового чемпиона-тяжеловеса Мэйсона Диксона, которого все критикуют за то, что его соперники якобы были слабы. Это очень сильно расстраивает Диксона, и он в поисках совета едет к своему старому тренеру Мартину. Тот говорит ему, что, чтобы добиться уважения, нужны испытания.
ESPN показывает компьютерное моделирование боя «между лучшими боксёрами разных эпох»: между Рокки (молодым) и Мэйсоном, чтобы сравнить, кто лучше. Бой заканчивается в пользу Рокки. Этот бой вдохновляет Рокки вернуться в бокс, и он восстанавливает свою лицензию. Промоутеры Диксона решают провести благотворительный бой с Рокки в Лас-Вегасе, чтобы поддержать и восстановить репутацию Мэйсона. Они предлагают Рокки сразиться с Диксоном, мотивируя это тем, что будет просто показательный бой. После некоторых колебаний Рокки соглашается. Однако Роберту эта идея не по душе, он приезжает к отцу и пытается отговорить его от боя, объясняя тем, что хочет наконец выйти из его тени. Рокки объясняет сыну, что только сам человек делает себе дорогу в жизни, и что «не важно, как ты ударишь, а важно, какой держишь удар». На следующий день отец и сын встречаются на могиле Адрианы и мирятся; Роберт уволился со своей работы, чтобы быть вместе с отцом. Рокки вновь тренируется под руководством Тони «Дюка» Эверса, бывшего тренера Аполло Крида (вместе с Кридом он тренировал Рокки в третьем фильме и самостоятельно в четвёртом). Тренировки сопровождаются пробежками по Филадельфии и по ступенькам к музею искусств.
Диксон говорит Рокки, что не будет бить в полную силу, но если Рокки будет бить изо всех сил, то Мейсон тоже будет биться серьёзно. Зрители овациями приветствуют Рокки, который выходит на ринг под песню Фрэнка Синатры «Большие надежды». Публика прохладно встречает Мэйсона. Бой начинается. Натренированный Рокки наносит Диксону мощные удары («Нужно бить так, будто он поцеловался с поездом!»). Мейсон решает драться в полную силу, но неожиданно повреждает руку. Позднее он заметил, что у Рокки «кирпичи в перчатках». Дальнейший бой он продолжает под анестезией. Бой длится все 10 раундов, во время которых перед глазами Рокки появляются Адриана и его старый тренер Микки Голдмилл. Именно эти видения стимулируют его продолжать бой. По окончании 10-го раунда противники обнимаются и благодарят друг друга. Мэйсон прошёл испытания, о которых говорил его тренер, а Рокки доказал себе, что человек не стареет, пока молод сердцем. Двое судей из трех с небольшим отрывом присуждают победу Диксону. Толпа овациями приветствует обоих чемпионов, один из которых, Рокки, вышел на ринг в последний раз в своей жизни.
В конце фильма Рокки приходит на могилу Адрианы и благодарит её за помощь словами «Адриана, мы сделали это».

## В ролях

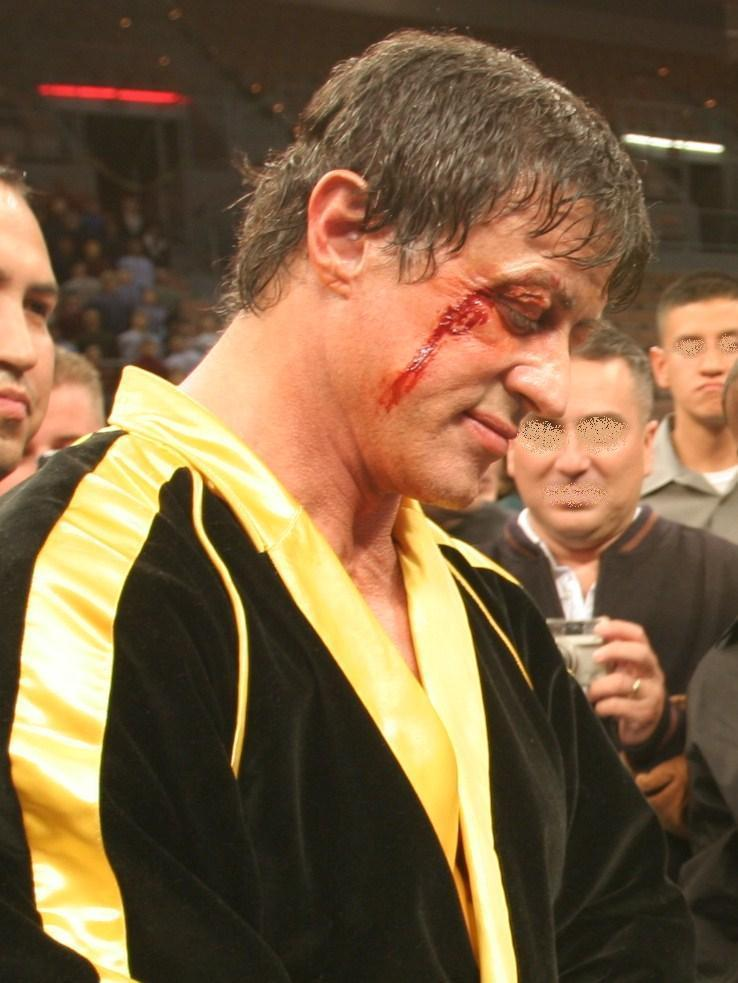
Сталлоне на съёмках поединка между Рокки и Мэйсоном Диксоном

| Актёр                    | Роль                                |
| ------------------------ | ----------------------------------- |
| Сильвестр Сталлоне       | Рокки Бальбоа                       |
| Берт Янг                 | Полли                               |
| Майло Вентимилья         | Роберт Бальбоа                      |
| Джеральдин Хьюз          | Мэри                                |
| Джеймс Френсис Келли III | Степс                               |
| Тони Бёртон              | Тони «Дюк» Эверс                    |
| Антонио Тарвер           | Мэйсон Диксон                       |
| Генри Дж. Сандерс        | Мартин                              |
| Джейкоб «Стич» Дюран     | в роли самого себя (катмен Диксона) |
| Майк Тайсон              | в роли самого себя                  |

## Съёмка и производство
Сильвестр Сталлоне называл картину самым большим личным достижением в качестве режиссёра, как из-за качества самого фильма, так и за его создание вопреки серьёзному студийному противодействию.

### Бюджет и сроки
Съёмки начались в декабре 2005 года в Лас-Вегасе, штат Невада. В 2006 году съёмки были перенесены в Лос-Анджелес, Калифорния и Филадельфия, Пенсильвания. Сцены в Филадельфии были сняты возле Художественного музея Филадельфии и в районе Южная Филадельфия, а сцены, где показывается, что сын Рокки работает адвокатом, были сняты в районе Сентер Сити. Сцены, где Рокки и его сын разговаривали во время прогулки по тихому кварталу, были сняты между 20-21 стрит и Уолнат-стрит, сразу после рассвета в воскресенье утром. Бюджет фильма на производства за 38-дней съёмок должен был составить 23 500 000 долларов. Фильм был запланирован к выпуску во время Президентского дня в 2007 году, но был перенесён прямо перед Рождеством 2006 года. В конце марта 2006 года в Интернете вышел первый тизер фильма. Полнометражный трейлер фильма демонстрировался в кинотеатрах, перед фильмом «Пираты Карибского моря: Сундук мертвеца» 7 июля в некоторых избранных кинотеатрах.

### Актёрский состав
«Рокки Бальбоа» отдаёт дань предыдущим фильмам актёрским составом. Наиболее очевидным является возвращение Сталлоне, Янга и Бёртона — единственных актёров, которые сыграли своих персонажей во всех шести частях. Появление Тарвера в фильме отмечает шестой раз, когда в сериале появляется активный профессиональный боксёр. Также в фильме появляются актёры Джо Фрейзер («Рокки»), Педро Ловелл («Рокки»), Роберто Дуран («Рокки 2»), Томми Моррисон («Рокки 5») и Майкл Уильямс («Рокки 5»). Первоначально Сталлоне хотел, чтобы Рой Джонс-младший изобразил Диксона, но после того, как Джонс не ответил на телефонный звонок Сталлоне, он переписал данную роль на Антонио Тарвера.
Персонаж Мари появился в оригинальном фильме «Рокки»; где её исполнила Джоди Летиция. В данном фильме Мэри сыграла Джеральдин Хьюз. (Хотя Летиция действительно повторила роль для пятого фильма, единственная сцена, в которой она появилась, была удалена. В ней Мари была бездомной на улицах Филадельфии.) Ещё один узнаваемый персонаж, появившийся в предыдущих пяти фильмах, спортивный комментатор Стю Нэхен предоставил комментарий к компьютерному изображению боя между Диксоном и молодым Бальбоа. Нэхен был частью команды интервью на ринге во время всех боёв в первых трёх фильмах и боя Аполло Крида против Ивана Драго в четвёртом. Во время съёмок фильма «Рокки Бальбоа» у него была диагностирована лимфома, и он умер 26 декабря 2007 года. Наконец, Педро Ловелл, который сыграл «Паука Рико» в оригинальном фильме, вернулся к старой роли в фильме «Рокки Бальбоа» в качестве гостя, а затем и сотрудника ресторана Рокки.
Относительно решения Талии Шайр не повторять свою роль Адрианы, Сталлоне сказал USA Today, что "в первоначальном сценарии она была жива. Но у него просто не было такого драматического удара. Тогда он подумал: «А что, если она умрёт?» Это вырвет сердце Рокки и опустит его до нуля. Сама Шайр сказала, что, по её мнению, «в фильме большое внимание уделяется процессу траура. Слай использует траур для расширения возможностей Рокки, и Адриану делают очень мифическим персонажем».

### Сценарий
Элемент сюжета из пятого фильма не рассматривается в сюжете «Рокки Бальбоа». В предыдущем фильме Рокки был поставлен диагноз повреждения головного мозга, и ему посоветовали больше не драться. Сталлоне разъяснил это очевидное несоответствие в интервью, отметив:
Когда Рокки был поставлен диагноз «повреждение головного мозга», следует отметить, что у многих спортсменов есть такая форма повреждения головного мозга, как у футболистов, боксёров и других, занимающихся контактными видами спорта, такими как регби и так далее. Рокки никогда не высказывал своего мнения и уступал желания его жены остановиться. Таким образом, с появлением новых методов исследования повреждения мозга Рокки оказался нормальным среди бойцов, и он страдал от сильного сотрясения мозга. По сегодняшним меркам повреждение мозга успело бы зажить, а Рокки Бальбоа получил бы чистую выписку для боёв.

### Кинематография и боевая хореография
В то время как драматические части фильма сняты в явно кинематографическом стиле, бой между Бальбоа и Диксоном снимается разными способами. Подготовка к бою, а также первые два раунда снимаются в стиле, аналогично: Прямой трансляции с оплатой за просмотр. Клипы из боёв в предыдущих фильмах «Рокки» используются во вступительном тизере для представления Бальбоа, но кадры из реальных боёв Тарвера, а также кадры из предыдущего боя Диксона (показанные в начале фильма) используются в качестве клипов. Сам бой был снят в высоком разрешении, чтобы ещё больше улучшить стиль боя.
После первых двух раундов бой снимается в более «кинематографическом» стиле, напоминающем о том, как проходили бои в других фильмах «Рокки». Тем не менее, в отличие от других фильмов серии, бой менее хореографический и более импровизированный, чем предыдущие бои, и ближе к реальному поединку по боксу, чем хореографический бой. Это отступление от предыдущих фильмов, где каждый удар, финт и шаг были тщательно написаны и отработаны.
Согласно закулисным документальным деталям из DVD-версии фильма, были небольшие проблемы с непрерывностью во время съёмок драки. Говорят, что это произошло из-за того, что Сталлоне и Тарвер нанесли настоящие удары, что привело к некоторым отёкам и кровотечению раньше, чем было написано в сценарии. Также DVD-версия фильма имеет альтернативную концовку, в которой Рокки всё же выигрывает бой.

### Музыка
Победитель премии Оскар Билл Конти, написал новую музыку к фильму, которая является обновленной композицией музыки «Рокки» и данью музыке, которая была показана в предыдущих фильмах «Рокки». Конти, который выступал в качестве композитора в каждом фильме о Рокки, кроме «Рокки 4», решил сочинять партитуру почти полностью из музыкальных тем, использованных в предыдущих фильмах. Только одна оригинальная тема была написана специально для «Рокки Бальбоа», и эта тема написана для представления характера Мари.
Примерно 40-минутный счёт был записан летом 2006 года в Capitol Studios в Голливуде. Конти решил предварительно записать струнные, медные и фортепианные треки, а затем смешать эти треки с работой оркестра из 44 пьес, которым он дирижировал. Он также выполнил всю фортепианную работу сам, что он делал с каждым фильмом, для которого он написал партитуру. Сталлоне также участвовал в каждой части процесса и участвовал в нескольких сессиях записи.
В дополнение к партитуре в фильме использованы оригинальные треки в исполнении Наташа Бедингфилд, Three 6 Mafia и Фрэнка Сталлоне, а также классические треки, такие как Фрэнка Синатра «High Hopes» и The Miracles «Ooh Baby Baby». Из оригинальных треков наиболее значимой является песня Дайана Уоррена «Still Here» в исполнении Бедингфилда, которая, как сообщалось, была темой фильма в ранних статьях. Хотя это всё ещё перечислено в титрах, песня была исключена из фильма.

## Выход
Премьера фильма в США состоялась 20 декабря 2006 года. На российские экраны картина вышла спустя месяц — 25 января 2007 года. На производство картины было затрачено 24 000 000 долларов, а общемировые сборы составили более 156 000 000 долларов.

## Факты
- Фильм имеет альтернативную концовку, в которой по решению судей побеждает Рокки.
- В первых трёх вариантах сценария жена Рокки была жива.
- В фильме в роли самих себя снялись комментаторы HBO Ларри Мерчант, Джо Лэмпли и Макс Келлерман, ринг-аннонсер Майкл Баффер, рефери Джо Кортез, эксперт журнала «Ринг» Берт Шугар, промоутер Лу ДиБелла, а также бывший абсолютный чемпион мира по боксу в тяжёлом весе Майк Тайсон. Майк появился в картине, играя самого себя — перед началом главного боя он ввязывается в словесный спор с действующим по фильму чемпионом Мэйсоном Диксоном.
- Сильвестр Сталлоне отклонил кандидатуру Майка Тайсона на роль Мейсона Диксона, сказав: «Майк хочет драться со мной в этом фильме, но я подумал, что это плохая идея. Я знаю, что уже не так молод — но всё-таки слишком молод, чтобы умереть».
- Прототипом Рокки Бальбоа в этом фильме стал Джордж Форман[16].
- Чемпион мира в полутяжёлом весе Антонио Тарвер, сыгравший роль Мейсона Диксона, специально ради фильма набрал необходимый для перехода в тяжёлую категорию вес в 91 кг[17].
- Во время съёмок одного из сегментов боя Тарвер случайно нокаутировал Сталлоне[18].

## Продолжение
В 2015 году в прокат вышел «Крид: Наследие Рокки», события которого происходят через девять лет после событий фильма «Рокки Бальбоа».